# 长条蛇鲻
長條蛇鯔，為輻鰭魚綱仙女魚目合齒魚亞目合齒魚科的其中一種，分布於西太平洋區的中國、台灣及澳洲海域，棲息深度30-100公尺，體長可達22公分，為底棲性魚類，屬肉食性，生活習性不明。